# دوموكسين
دوموكسين هو مضادا للاكتئاب مثبط أكسيداز أحادي الأمين ومن مجموعة هيدرازين، لم يسوق أبدا.